# Элеонора Австрийская (1886—1974)
Элеонора Австрийская ((нем. Eleonora von Österreich) при рождении Элеонора Мария Кристина Иммакулата Жозефа фон Габсбург-Лотарингская (нем. Eleanor Maria Cristina Immaculata Josepha von Habsburg-Lothringen), 28 ноября 1886, Пула, Австро-Венгрия — 26 мая 1974, Баден, Австрия) — австрийская эрцгерцогиня из Тешенской ветви династии Габсбургов, двоюродная сестра испанского короля Альфонсо XIII, дочь эрцгерцога Карла Стефана и эрцгерцогини Марии Терезы.

## Биография
Элеонора родилась 28 ноября 1886 года в Пуле, где её отец служил в чине морского офицера. Она стала первым ребёнком и старшей дочерью в семье австрийского эрцгерцога из Тешенской ветви Габсбургов Карла Стефана и Марии Терезы Австрийской из Тосканской ветви Габсбургов. При крещении получила имя Элеонора Мария Кристина Иммакулата Жозефа фон Габсбург-Лотарингская (нем. Eleanor Maria Cristina Immaculata Josepha von Habsburg-Lothringen) с титулом «Её Императорское и Королевское Высочество эрцгерцогиня Австрийская, принцесса Венгрии, принцесса Богемская и принцесса Чешская». Её отец приходился родным братом испанской королеве Марии Кристине. Элеонора, таким образом, была двоюродной сестрой испанского короля Альфонсо XIII. Мать — эрцгерцогиня Мария Тереза — внучка последнего герцога Тосканского Леопольда II и сицилийского короля Фердинанда II.

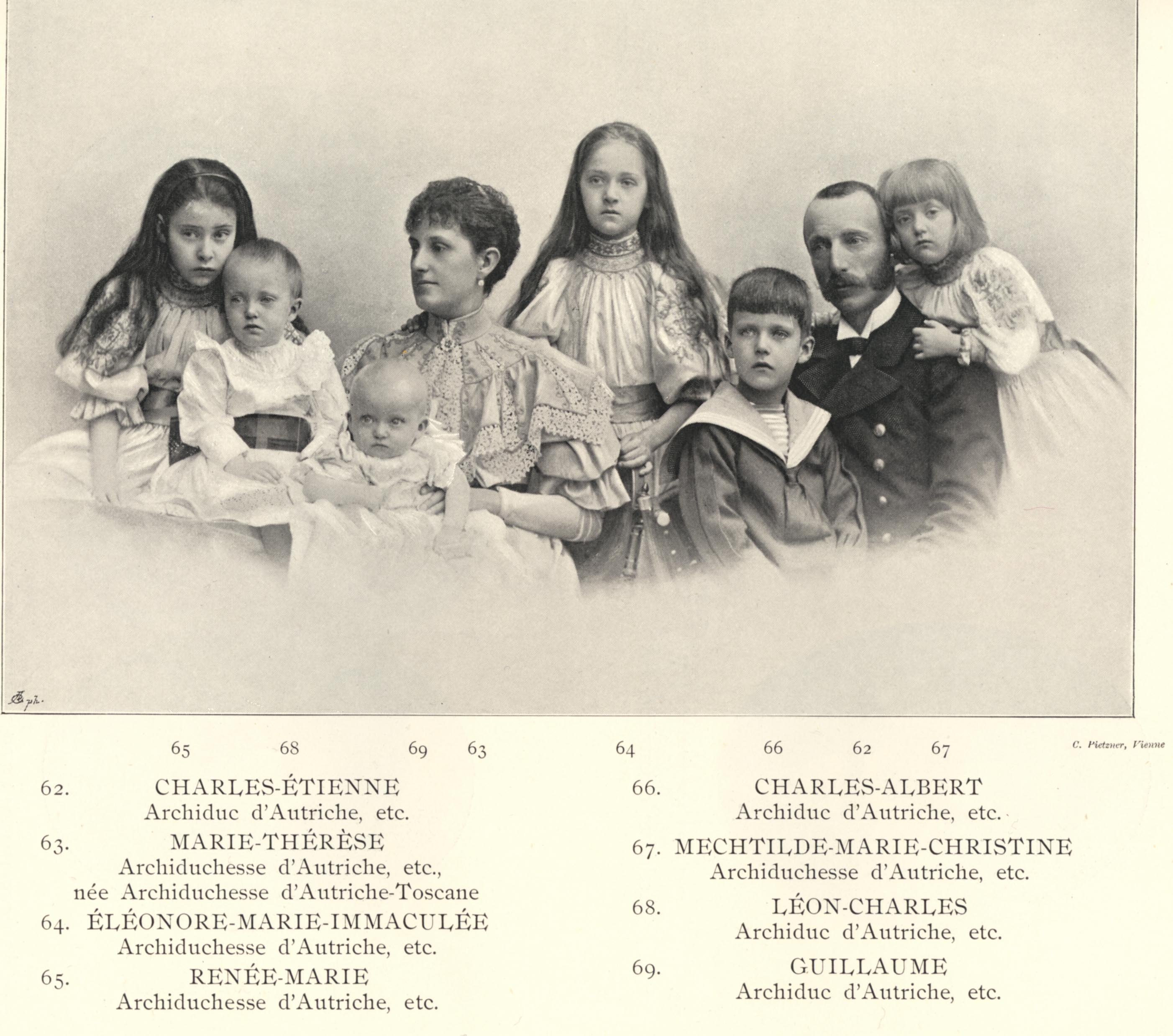
Элеонора с родителями, братьями и сёстрами (1896 год)

Всего в семье родилось шестеро детей, трое дочерей и трое сыновей. Элеонора получила домашнее образование от репетиторов. Особый акцент родители ставили на изучение иностранных языков. Эрцгерцогиня овладела немецким, французским, английским и итальянским языками, а с 1895 года стала учить польский. Её отец делал карьеру на флоте и Элеонора провела свою юность в Истрии на берегу Адриатического моря. Семья была очень богатой, владела летней виллой на острове Лошинь, дворцом в Вене, имела в своём распоряжении роскошную яхту для летних круизов. В 1895 году Карл Стефан унаследовал огромные владения в Галиции от своего родственника эрцгерцога Альбрехта, герцога Тешенского. С 1907 года главной резиденцией семьи был замок Живец в Западной Галиции (сейчас территория Польши), зиму по-прежнему проводили в Истрии.
В возрасте двадцать пяти лет Элеонора влюбилась в Альфонсо фон Клосса, моряка, работающего в качестве капитана на яхте отца. Их отношения завязались во время семейных морских круизов. Карл Стефан хотел выдать замуж Элеонору за представителей польской аристократии, но был слишком привязан к дочери и согласился на брак. Разрешение на брак нужно было получить от главы династии — императора Франца Иосифа, который был хорошим другом Карла Стефана. В конце концов он дал разрешение.
Скромная церемония состоялась 9 января 1913 года в городе Живец за два дня до свадьбы младшей сестры Элеоноры эрцгерцогини Мехтильды, выходившей замуж за польского князя Ольгерда Чарторыйского. После брака она отказалась от всех титулов, приняв фамилию мужа. Супруги поселились в Истрии. Альфонсо фон Клосс работал в чине капитана в Императорском флоте, участвовал в Первой мировой войне. После падения австрийской монархии супруги остались в Австрии и жили в Бадене, недалеко от Вены, где Элеонора унаследовала виллу от эрцгерцога Райнера Фердинанда. Один из её сыновей был военным атташе в посольстве Австрии в Вашингтоне. Большинство из её потомков продолжают жить в Австрии.
Супруги проживали в Австрии до конца жизни. Альфонсо умер в 1953 году, Элеонора пережила его на 21 год и умерла в 1974 году в возрасте 87 лет.

## Дети
В браке с Альфонсо фон Клоссом родилось восемь детей, носивших фамилию отца:
- Альбрехт (1913—1963) — женился на Энрике Кайзер, имел сына и двух дочерей;
- Карл (1915—1939);
- Райнер (1916—1991) — женился на Корнелии Шоуте, имел сына и дочь;
- Эрнест (1919—2017) — женился на Ритксе Хартинг, имел трёх сыновей и дочь;
- Альфонсо (1920—?) — женился на Терезе фон Корет цу Коредо, имеет трех сыновей;
- Фридрих (1922—1943);
- Мария Тереза (1925—?) — вышла замуж за Вальтера Кайзера, имеет четырёх сыновей и дочь;
- Стефан (1933—?) — женился на Ингрид Морокутти, имеет трёх сыновей и трёх дочерей.